# Denver Broncos 1998
La stagione 1998 dei Denver Broncos è stata la 40ª della franchigia nella National Football League, la 30ª complessiva. La squadra concluse la stagione regolare con un bilancio di 14–2, al primo posto nella AFC West, andando a vincere il Super Bowl XXXIII. I Broncos diventarono la quinta squadra della storia a vincere due Super Bowl consecutivi.
Dopo 16 stagioni, John Elway si ritirò dopo la vittoria del suo secondo titolo. Concluse la carriera con la franchigia come leader dei Broncos con 51.475 yard passate e 300 touchdown. Fino a quando Peyton Manning conquistò il Super Bowl 50, Elway rimase l'unico quarterback di Denver ad avere vinto il Super Bowl.
Il running back Terrell Davis stabilì un primato di franchigia diventando il quarto giocatore della storia della lega a superare le 2.000 yard corse in una stagione, venendo premiato come MVP della NFL.

## Draft 1998
Nel draft i Broncos scelsero come 30º assoluto il wide receiver dei Tennessee Volunteers Marcus Nash e il quarterback da Michigan Brian Griese come 91º assoluto.

## Roster
| Roster dei Denver Broncos nel 1998 |
| --- |
| Quarterback - 6 Bubby Brister - 7 John Elway - 14 Brian Griese Running Back - 30 Terrell Davis - 29 Howard Griffith FB - 22 Vaughn Hebron - 31 Derek Loville - 37 Anthony Lynn FB - 42 Detron Smith FB Wide Receiver - 83 Justin Armour - 85 Willie Green - 87 Ed McCaffrey - 82 Marcus Nash - 80 Rod Smith Tight End - 89 Dwayne Carswell - 86 Byron Chamberlain - 84 Shannon Sharpe Offensive Linemen - 79 Chris Banks G - 63 David Diaz-Infante G - 77 Tony Jones T - 78 Matt Lepsis T - 66 Tom Nalen C - 62 Dan Neil G - 69 Mark Schlereth G - 74 Harry Swayne T Defensive Linemen - 73 Cyron Brown DE - 96 Harald Hasselbach DE - 72 Ernest Jones DE - 97 Mike Lodish DT - 77 Joseph Daniels DT - 93 Trevor Pryce DT - 90 Neil Smith DE - 98 Maa Tanuvasa DE - 94 Keith Traylor DT - 95 Marvin Washington DT - 91 Alfred Williams DE Linebacker - 56 Keith Burns MLB - 59 Glenn Cadrez OLB - 99 Seth Joyner OLB - 51 John Mobley OLB - 53 Bill Romanowski OLB - 54 Nate Wayne OLB Defensive Back - 27 Steve Atwater FS - 34 Tyrone Braxton SS - 26 Eric Brown SS - 48 George Coghill FS - 39 Ray Crockett CB - 21 Darrien Gordon CB - 20 Tory James CB - 25 Darrius Johnson CB - 28 Tito Paul CB Special Team - 1 Jason Elam K - 16 Tom Rouen P |
| Legenda - I rookie sono in corsivo. - Il primo ruolo è il principale mentre gli eventuali successivi indicano i ruoli secondari. - (IR) sta per Injured Reserve ed indica la lista ristretta per un solo giocatore infortunato che può tornare ad allenarsi dopo la settimana 6 e a rientrare in prima squadra dopo che questa ha giocato 8 partite. - (NF-Inj.) / (NF-Ill.) stanno rispettivamente per Non-Football Injured e Non-Football Illness ed indicano le liste dove viene inserito un giocatore che ha un infortunio o una malattia non dipendente dal football americano. - (PUP) sta per Physically Unable to Perform ed indica la lista dove viene inserito un giocatore mentre è in attesa di recuperare la condizione fisica. Nella stagione regolare dopo la sesta partita giocata dalla propria squadra, il giocatore ha tempo tre settimane per riprendere ad allenarsi, più tre settimane aggiuntive dal suo rientro agli allenamenti per rientrare in prima squadra. |

## Calendario

### Stagione regolare
| Turno | Data               | TV ora             | Avversario             | Ris.               | Stadio                          | Record             | Pubblico           |
| ----- | ------------------ | ------------------ | ---------------------- | ------------------ | ------------------------------- | ------------------ | ------------------ |
| 1     | 7/9                | ABC 7:00 pm MT     | New England Patriots   | V 27–21            | Mile High Stadium               | 1–0                | 74,745             |
| 2     | 13/9               | FOX 2:00 pm MT     | Dallas Cowboys         | V 42–23            | Mile High Stadium               | 2–0                | 75,013             |
| 3     | 20/9               | CBS 2:00 pm MT     | at Oakland Raiders     | V 34–17            | Oakland–Alameda County Coliseum | 3–0                | 56,578             |
| 4     | 27/9               | CBS 11:00 am MT    | at Washington Redskins | V 38–16            | FedExField                      | 4–0                | 71,880             |
| 5     | 4/10               | FOX 2:00 pm MT     | Philadelphia Eagles    | V 41–16            | Mile High Stadium               | 5–0                | 73,218             |
| 6     | 11/10              | CBS 2:00 pm MT     | at Seattle Seahawks    | V 21–16            | Kingdome                        | 6–0                | 66,258             |
| 7     | Settimana di pausa | Settimana di pausa | Settimana di pausa     | Settimana di pausa | Settimana di pausa              | Settimana di pausa | Settimana di pausa |
| 8     | 25/10              | CBS 2:00 pm MT     | Jacksonville Jaguars   | V 37–24            | Mile High Stadium               | 7–0                | 75,217             |
| 9     | 1/11               | CBS 11:00 am MT    | at Cincinnati Bengals  | V 33–26            | Cinergy Field                   | 8–0                | 59,974             |
| 10    | 8/11               | CBS 2:00 pm MT     | San Diego Chargers     | V 27–10            | Mile High Stadium               | 9–0                | 74,925             |
| 11    | 16/11              | ABC 7:00 pm MT     | at Kansas City Chiefs  | V 30–7             | Arrowhead Stadium               | 10–0               | 78,100             |
| 12    | 22/11              | CBS 2:00 pm MT     | Oakland Raiders        | V 40–14            | Mile High Stadium               | 11–0               | 75,325             |
| 13    | 29/11              | ESPN 6:15 pm MT    | at San Diego Chargers  | V 31–16            | Qualcomm Stadium                | 12–0               | 66,532             |
| 14    | 6/12               | CBS 2:00 pm MT     | Kansas City Chiefs     | V 35–31            | Mile High Stadium               | 13–0               | 74,962             |
| 15    | 13/12              | CBS 11:00 am MT    | at New York Giants     | S 16–20            | Giants Stadium                  | 13–1               | 72,336             |
| 16    | 21/12              | ABC 7:00 pm MT     | at Miami Dolphins      | S 21–31            | Pro Player Stadium              | 13–2               | 74,363             |
| 17    | 27/12              | CBS 2:15 pm MT     | Seattle Seahawks       | S 28–21            | Mile High Stadium               | 14–2               | 74,057             |

### Playoff
| Turno             | Data | TV ora         | Avversario      | Risultato | Stadio             | Record | Pubblico |
| ----------------- | ---- | -------------- | --------------- | --------- | ------------------ | ------ | -------- |
| Divisional        | 9/1  | CBS 2:15 pm MT | Miami Dolphins  | V 38–3    | Mile High Stadium  | 15–2   | 75,729   |
| AFC Championship  | 17/1 | CBS 2:15 pm MT | New York Jets   | V 23–10   | Mile High Stadium  | 16–2   | 75,482   |
| Super Bowl XXXIII | 31/1 | FOX 4:25 pm MT | Atlanta Falcons | V 34–19   | Pro Player Stadium | 17–2   | 74,803   |

## Classifiche
| (1) Denver Broncos | 14 | 2  | 0 | .875 | 501 | 309 | V1 |
| Oakland Raiders    | 8  | 8  | 0 | .500 | 288 | 356 | S1 |
| Seattle Seahawks   | 8  | 8  | 0 | .500 | 372 | 310 | S1 |
| Kansas City Chiefs | 7  | 9  | 0 | .438 | 327 | 363 | V1 |
| San Diego Chargers | 5  | 11 | 0 | .313 | 241 | 342 | S5 |

## Premi
- Terrell Davis:

MVP della NFL
giocatore offensivo dell'anno
- John Elway:

MVP del Super Bowl